# Yeshey Zimba
Yeshey Zimba (ur. 10 października 1950, zm. 9 września 2024) – bhutański ekonomista i polityk, dwukrotny premier Bhutanu (2000–2001, 2004–2005). 
Yeshey Zimba był absolwentem St. Joseph College w Dardżylingu w Indiach oraz University of Wisconsin-Madison w USA. Ukończył studia ekonomiczne. Pełnił funkcję dyrektora zarządzającego banku centralnego. Później zatrudniony w resorcie finansów, od 1998 zajmował stanowisko ministra finansów. W 2003 objął stanowisko ministra handlu i przemysłu. Dwukrotnie sprawował urząd premiera.